# 斯科特·福琼
斯科特·福琼（英語：Scott Fortune，1966年1月23日—），美国男子排球运动员。他曾代表美国国家队参加1988年、1992年和1996年夏季奥林匹克运动会排球比赛，获得一枚金牌和一枚铜牌。